# Cynthia Girard-Renard
Cynthia Girard-Renard, née en 1969 à Laval, est une artiste visuelle et une poète québécoise.

## Biographie
Girard-Renard a obtenu son baccalauréat en beaux-arts de l'Université du Québec à Montréal et sa maîtrise en beaux-arts de Goldsmiths, University of London en 1998,. En 2019, Cynthia Girard-Renard indique avoir été agressée sexuellement par le prêtre dominicain Benoît Lacroix. Les faits allégués se seraient déroulés pendant trois mois en 1993 dans son bureau du couvent Saint-Albert-le-Grand à Montréal.

### Poésie
En 1995, Girard-Renard publie un recueil de poèmes intitulé Une mort disparue aux Écrits des Forges. L'année suivante, elle publie, chez le même éditeur, Nous lirons du bout des yeux, Trois-Rivières. Son troisième recueil, Déviances poétiques, avec les photographies d'Anne-Marie Zeppetelli parait chez Dazibao en 1999, et se veut un « recueil de contes et poèmes, où elle détourne quelques contes de fées de notre enfance ». En 2000, elle fait paraitre La fureur des wapitis chez Lanctôt éditeur. Son cinquième recueil de poésie, Le soleil et l'électron est paru en 2004 aux Éditions Triptyque. Elle a également publié un roman, J'ai percé un trou dans ma tête, chez Héliotrope en 2010.

### Arts visuels
L'art de Girard-Renard est composé « [d'] œuvres faussement naïves où toutes sortes d’animaux sont mis en scène pour critiquer les comportements humains. Les animaux lui sont si familiers et inspirants qu’elle a ajouté Renard à son nom de famille » et a « produit plusieurs expositions questionnant la narrativité, le récit et la représentation nationale ou imaginaire »,. Girard s’est fait remarquer par Le pavillon du Québec, une série d’expositions entre 2001 et 2003 « qui questionnait la représentation de l’identité nationale québécoise ».
Girard-Renard participe à l'exposition collective : Histoires des Amériques au Musée d’art contemporain de Montréal en 2004. En 2005, elle présente une exposition solo, Fictions sylvestres, au Musée d'art contemporain de Montréal. En 2006, elle fait partie de l'exposition collective : John Moores 24 à la Biennale de Liverpool. En 2008, elle participe  à l'exposition collective intitulée « Triennale québécoise », également au Musée d'art contemporain de Montréal . L'année suivante, son exposition solo Tous les oiseaux sont ici est présentée à Berlin. En 2011, elle fait partie de l'exposition collective : Patriots Loves : Visions of Canada in the feminine, Carleton University Gallery(2011). Elle présente Unicorns and dictators à la Esker Foundation à Calgary en 2014. Elle réalise une résidence en 2015 qui vise à réimaginer la Révolution française. Elle présente une deuxième exposition solo en 2018 intitulée Love and Anarchy, d'après le film du même nom. En 2017, sa série de peintures satiriques Nos maîtres fous est exposée au Musée d'art de Joliette. Le titre est tiré du film anthropologique de Jean Rouch, le film Les Maîtres fous. Elle travaille comme artiste en résidence à l'Université Concordia, pour son exposition solo La Main Invisible. Cette exposition est reprise à la Galerie McClure. Son œuvre No Foreigners a été exposée au Musée des beaux-arts du Canada pour la Biennale canadienne, édition 2017. L'année suivante, elle fait partie de l'exposition collective : Fait main, au Musée national des beaux-arts du Québec. La même année, elle est  l'une des premières récipiendaires du Prix d'achat Takao Tanabe en peinture pour des jeunes artistes. La même année, elle reçoit le Prix Louis-Comtois de l' Association des galeries d'art contemporain (AGAC) et de la Ville de Montréal. En 2021, Girard-Renard présente Sans toit ni loi – Les cétacés du Saint-Laurent à la Fonderie Darling. En 2022, elle participe à l'exposition collective Regards intimes sur l'histoire à l'espace Projet Casa.
Son travail fait partie des collections du Musée des beaux-arts du Canada, du Musée national des beaux-arts du Québec et du Musée d'art contemporain de Montréal et du Carleton University Art Gallery,,.
Elle est professeure adjointe à l’Université Concordia depuis 2016,.

## Œuvres

### Poésie
- Une mort désamorcée, Trois-Rivières, Écrits des forges, 1995, 52 p.  (ISBN 2-89046-368-0)
- Nous lirons du bout des yeux, Trois-Rivières, Écrits des forges, 1996, 70 p.  (ISBN 2-89046-418-0)
- Déviances poétiques, avec les photographies d'Anne-Marie Zeppetelli, Montréal, Dazibao, 1999, 61 p.  (ISBN 2-922135-05-5)
- La fureur des wapitis, Outremont, Lanctôt, 2000, 76 p.  (ISBN 2-89485-132-4)
- Le soleil et l'électron, Montréal, Triptyque, 2004, 63 p.  (ISBN 2-89031-497-9)

### Roman
- J'ai percé un trou dans ma tête, Montréal, Héliotrope, 2010, 110 p.  (ISBN 978-2-923511-21-4)

### Livres d'artiste
- Grand-papa, autopublication, 2005
- La secte de la souris volante, autopublication, 2007
- Cynthia's revels, autopublication, 2009
- Tous les oiseaux sont ici, avec des textes de David Altmejd, Oliver Koerner von Gustorf traduction par Burke Barrett, Boris Kremer et Sydney Hart, Berlin, Vice Versa, 2009, 62 p.  (ISBN 978-3-932809-63-7)
- Le tyran tritri, autopublication, 2010
- The black glove and the peacock : Dunlop Art Gallery, June 26-August 29, 2010 essays by Amanda Cachia and Helen Marzolf, Regina, Dunlop Art Gallery, 2010, 98 p.  (ISBN 978-1-894882-36-1)
- Le renard vulve, autopublication, 2017
- T'envoler, Myriam Jacob-Allard, Cynthia Girard-Renard, Lauren Fournier, France Choinière, Montréal, Dazibao, 2019,  (ISBN 9782922135497)

## Prix et honneurs
- 2018 - Prix Louis-Comtois[26]
- 2018 - Prix de peinture TakaoTanabe du Musée des beaux-arts du Canada[26]